# Lagerhausbrand in Oakland 2016

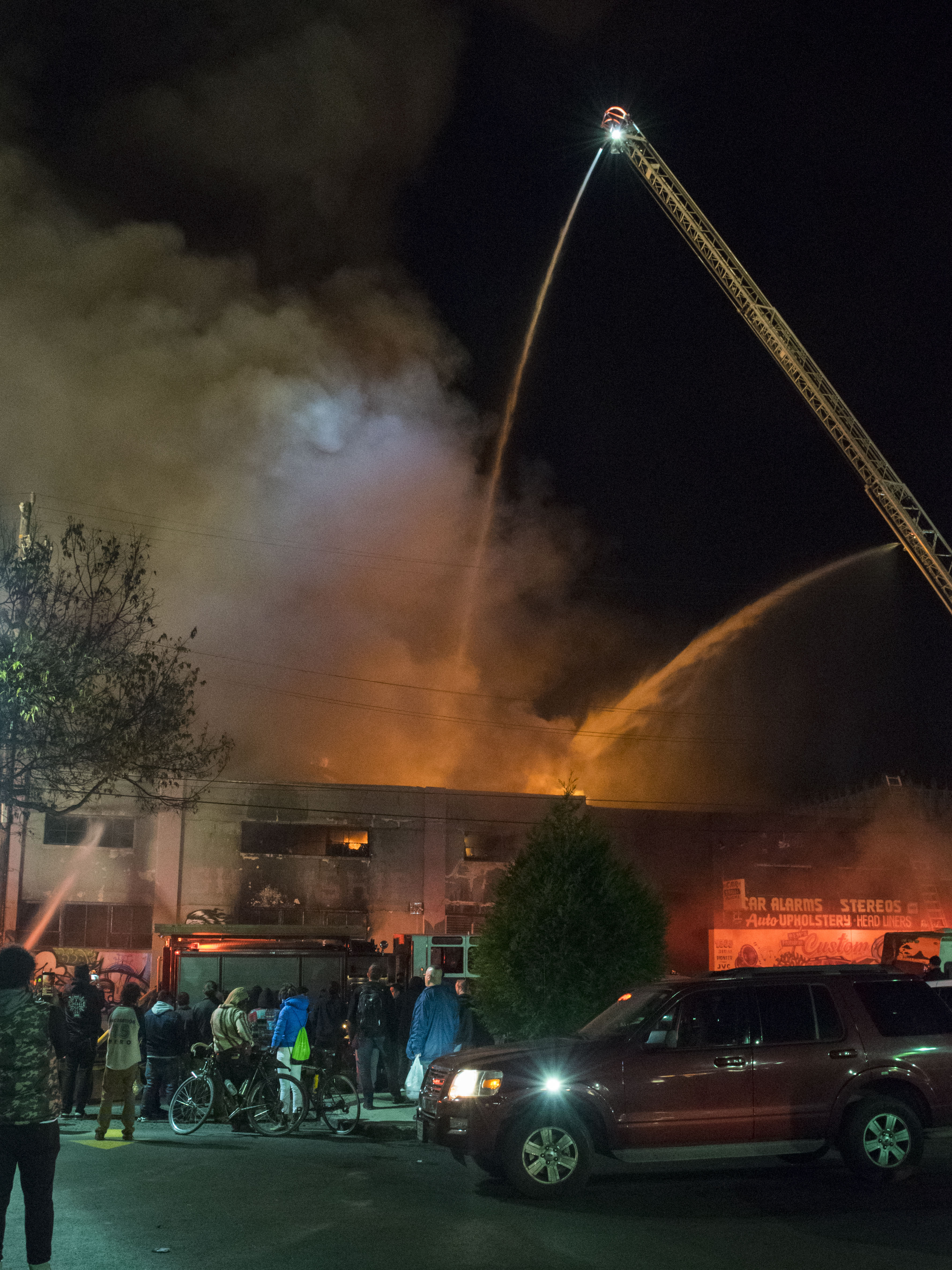
Bild von den Löscharbeiten

Der Lagerhausbrand in Oakland 2016 war eine Brandkatastrophe, die sich am 2. Dezember 2016 ereignete. Während einer illegalen Technoparty in einem von Künstlern genutzten Lagerhaus in Fruitvale, Oakland entstand ein Feuer, das 36 Personen tötete. Es handelt sich um die größte Brandkatastrophe in der Geschichte von Oakland und das Ereignis mit den meisten Toten seit dem Loma-Prieta-Erdbeben 1989.

## Brand
Das Feuer entzündete sich am 2. Dezember 2016 gegen 23:30 (PST) in einem stillgelegten Lagerhaus, das einem Künstlerkollektiv als Behausung diente und als Oakland Ghost Ship („Geisterschiff von Oakland“) bekannt war. Erst nach vier bis fünf Stunden konnte das Feuer unter Kontrolle gebracht werden. 52 Feuerwehrmänner waren im Einsatz und bekämpften mit elf Engines und drei Trucks das Feuer.
Zum Zeitpunkt des Feuers besuchten zahlreiche Menschen eine nicht-genehmigte Technoparty. Zu Beginn des Feuers konnten sich noch einige Personen retten, für die weiteren Besucher kam jede Hilfe zu spät.  Die Rettungsarbeiten wurden dadurch erschwert, dass das Dach zusammenbrach. Eine Drohne mit Wärmebildkamera wurde nach der Löschung des Feuers eingesetzt, dennoch konnten keine Überlebenden gefunden werden.
Bei der Technoparty, die vom Los Angeler Dance-Label 100 % Silk beworben wurde, legten als Headliner die beiden DJs Golden Donna (Joel Shanahan) und Aja Archuleta auf, die sich beide retten konnten. Cherushii (Chelsea Faith) und DJ Nackt (Johnny Igaz) gelten als vermisst.
Begünstigt wurde die Brandkatastrophe dadurch, dass weder eine Sprinkleranlage noch Rauchmelder im Gebäude vorhanden waren. Zudem wurde das Gebäude von den Künstlern auch als Ausstellungsräume genutzt sowie kunstvoll eingerichtet, so dass viel Brandlast zusammenkam. Zudem gab es keine geeigneten Notausgänge. Außerdem habe das Gebäude unter fehlerhafter Elektronik gelitten. Das Gebäude stand bereits wegen baulicher Mängel unter Beobachtung des Oakland Planning and Building Departments. Die Veranstaltung vom 2. Dezember war nicht genehmigt gewesen.

## Reaktionen
Oaklands Bürgermeister Libby Schaaf nannte das Feuer eine „ungeheuere Katastrophe“. Der kalifornische Gouverneur Jerry Brown sprach sein Beileid aus. Die Kongressabgeordnete Barbara Lee sprach ebenfalls ihr Beileid aus und drückte ihre Dankbarkeit für die Arbeit der Feuerwehr und der Ersthelfer aus. Außerdem versprach sie Unterstützung von staatlicher Seite. Weitere Reaktionen kamen unter anderem von  Lieutenant Governor Gavin Newsom, Senator Kamala Harris und Rob Bonta von der California State Assembly.
Das Baseball-Team Oakland Athletics sowie das American-Football-Team Oakland Raiders versprachen finanzielle Hilfe in Höhe von etwa 30.000 US-Dollar. Das Basketball-Team Golden State Warriors versprach ebenfalls finanzielle Zuwendungen in Höhe von 50.000 US-Dollar. Auf Facebook wurde ein Safety Check freigeschaltet, in dem Angehörige nach Vermissten suchen können.